# Bexter
Die Bexter (auch: "Bexterbach") ist ein 5,2 km langer, orographisch linker Nebenfluss der Werre im Nordosten des deutschen Bundeslandes Nordrhein-Westfalen.

## Verlauf
Die Bexter entspringt in Bad Salzuflen-Lockhausen und fließt von ihrem Ursprung aus in Richtung Osten. Dabei durchfließt sie den Bexterwald, erreicht den Ortsteil Wülfer und mündet östlich von diesem bei Wülferlieth linksseitig bei Kilometer 34 in die Werre.
Bei seinem Lauf legt das Fließgewässer einen Höhenunterschied von 29 m zurück.
Der Bach entwässert einen kleinen Teil des Ravensberger Hügellandes.
Eine weitere Besonderheit ist, dass das Gewässer auf seiner gesamten Fließstrecke parallel zur Landesstraße 712 n (Ostwestfalenstraße) fließt.

## Umwelt
Die Bexter verläuft teilweise nördlich des Naturschutzgebietes „Bexter Wald“.
Sie wird der Gewässergüteklasse II-III zugeordnet. Dies bedeutet, dass sie kritisch belastet ist.